# Султанум Бегум
Султанум Бегум (ок. 1516—1593), также известная как Кадам Али Солтан Ханум, была первой и главной супругой второго сефевидского шаха Тахмаспа I. Она была матерью преемника своего мужа, Исмаила II, и матерью Мухаммада Худабенде, правившего с 1578 года до его свержения в 1587 году.

## Жизнь
Султанум Бегум была дочерью Исы Бега Мавсиллу из Ак-Коюнлу . Как и мать Тахмаспа Таджлу Ханум, Султанум принадлежала к туркменскому племени Мавсиллу и была троюродной сестрой по материнской линии своего мужа. Муса Солтан, губернатор Азербайджана, был его братом. Тахмасп, скорее всего, женился на ней примерно во время смерти своего отца Исмаила I. Она стала его главной женой и родила ему двух сыновей, в том числе Мухаммада Худабенде, родившегося в 1532 году, в первые годы правления Шамлу-Усталью, когда самому Тахмаспу было всего восемнадцать лет, и Исмаила II, родившегося в 1537 году
Султанум Бегум стала лидером гарема после изгнания Таджлу Ханум в Шираз в 1540 году. У нее был независимый королевский двор, а ее визирем был Ходжа Ибрагим Халил. Она также получила почетный титул Махд-и Улья . Ей принадлежали тиюль и мукарарият (бессрочная фиксированная уступка), выплачиваемые на землях в Западном Хорасане.

### Правление ее сыновей
Она сохранила свое сильное положение во время правления Исмаила II, поскольку ее племя, Мавсиллу, также поддерживало его. Она была жива во время правления своего сына Мухаммада Худабанде и внука Аббаса I.